# Pranav Venkatesh
Pranav Venkatesh ou Pranav V est un joueur d'échecs indien né le 13 octobre 2006 à Bangalore. 
Au 1er décembre 2023, il est le 15e joueur indien avec un classement Elo de 2 611 points.

## Carrière
En 2017, Pranvav remporta la médaille de bronze au championnat du monde des moins de dix ans.
Pranav Venkatesh a le titre de grand maître international  depuis 2022.
En octobre 2022, il remporte la finale du Julius Baer Challengers Chess Tour.
Le 9 avril 2023, il finit à la troisième place de l'open de La Roda avec 7 points sur 9.
Le 16 avril 2023, il finit à la première-dixième place (deuxième au départage) de l'open de Minorque avec 7 points sur 9, ex æquo avec Gukesh D, Jorden van Foreest,Vladimir Fedosseïev, Aryan Chopra et Hans Niemann.
Pranav devient champion du Monde d'échecs junior en 2025.